# Orietta Berti
Orietta Berti, właśc. Orietta Galimberti (ur. 1 czerwca 1943 w Cavriago) – włoska piosenkarka, jedna z najpopularniejszych włoskich piosenkarek lat 60. XX wieku, obok takich postaci jak Mina i Ornella Vanoni.
Nazywana „pokrzewką Emilii”, a następnie „słowikiem z Cavriago”. W ciągu swojej kariery sprzedała 15 milionów płyt, otrzymując 2 srebrne płyty, 4 złote i 1 platynową. Wystąpiła 11 razy na Festiwalu Piosenki Włoskiej w San Remo (1966–1992) oraz 10 razy na Un disco per l’estate.

## Życiorys i kariera artystyczna

### Lata 60.

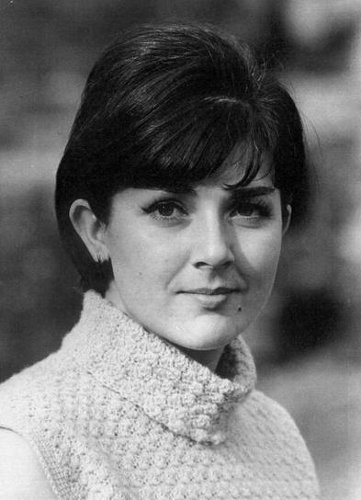
Orietta Berti (1965)

Działalność artystyczną rozpoczęła od studiów nagraniowych i występów w lokalnych klubach Emilii-Romanii. W 1961 roku wzięła udział w pierwszej oficjalnej imprezie, zorganizowanej przez ENAL Reggio Emilia. Zajęła 1. miejsce ex aequo z inną debiutantką, Ivą Zanicchi. Jeden z jurorów, Giorgio Calabrese, zaproponował jej kontrakt z mediolańską wytwórnią fonograficzną Karim. Jednak jej dwa pierwsze single („Non ci sarò” i „Se non ti avessi più”) przeszły niezauważone. Calabrese przeniósł ją do wytwórni Phonogram, a następnie do Polydor Records, która w 1963 roku wydała jej single „Serenata suburbana” i „I nostri momenti”. Na początku 1964 roku Phonogram powierzył Orietcie Berti wykonanie włoskiej wersji „Dominique”, popularnej piosenki Jeanine Deckers, belgijskiej zakonnicy, znanej pod pseudonimem Sœur Sourire (Siostra Uśmiech). Wykonanie to okazało się początkiem popularności Orietty Berti. Obdarzona melodyjnym głosem, pomimo konkurencji ze strony takich indywidualności jak Mina czy Ornella Vanoni, zdobyła w latach 60. uznanie szerokiej publiczności ze swymi popularnymi, bezpretensjonalnymi piosenkami.
W 1965 roku wygrała festiwal Un disco per l’estate z piosenką „Tu sei quello”. Wygrała wtedy także inny festiwal, Festival of delle Rose z piosenką „Voglio dirti grazie” i wydała swój debiutancki album Orietta Berti canta Suor Sorriso z piosenkami Jeanine Deckers. W 1966 roku zadebiutowała na Festiwalu Piosenki Włoskiej w San Remo prezentując w parze z Ornellą Vanoni piosenkę „Io ti darò di più” napisaną przez Mema Remigiego i Artura Testę. W 1967 roku na Festiwalu w San Remo zaprezentowała piosenkę „Io, tu e le rose”, która zajęła 5. miejsce. Piosenka ta została zacytowana w liście pożegnalnym Luigiego Tenco, napisanym przez niego przed popełnieniem samobójstwa, jako ta, która przeszła do finału, w którym zabrakło miejsca dla jego piosenki. W tym artystka samym roku spopularyzowała piosenkę „Dove non so” (wersję „Lara's Theme” z filmu Doktor Żywago). Za piosenkę „Solo tu” zaprezentowaną na festiwalu Un disco per l’estate otrzymała złotą płytę.
Koniec dekady upłynął dla artystki pod znakiem uczestnictwa w festiwalach, w tym: w San Remo (1968 „Tu che non sorridi mai” i 1969 „Quando l’amore diventa poesia” w parze z Massimem Ranierim), w Un disco per l’estate („Non illuderti mai”, „L’altalena”) i w Canzonissimie („Se m’innamoro di un ragazzo come te” i „Una bambola blu”).

### Lata 70.

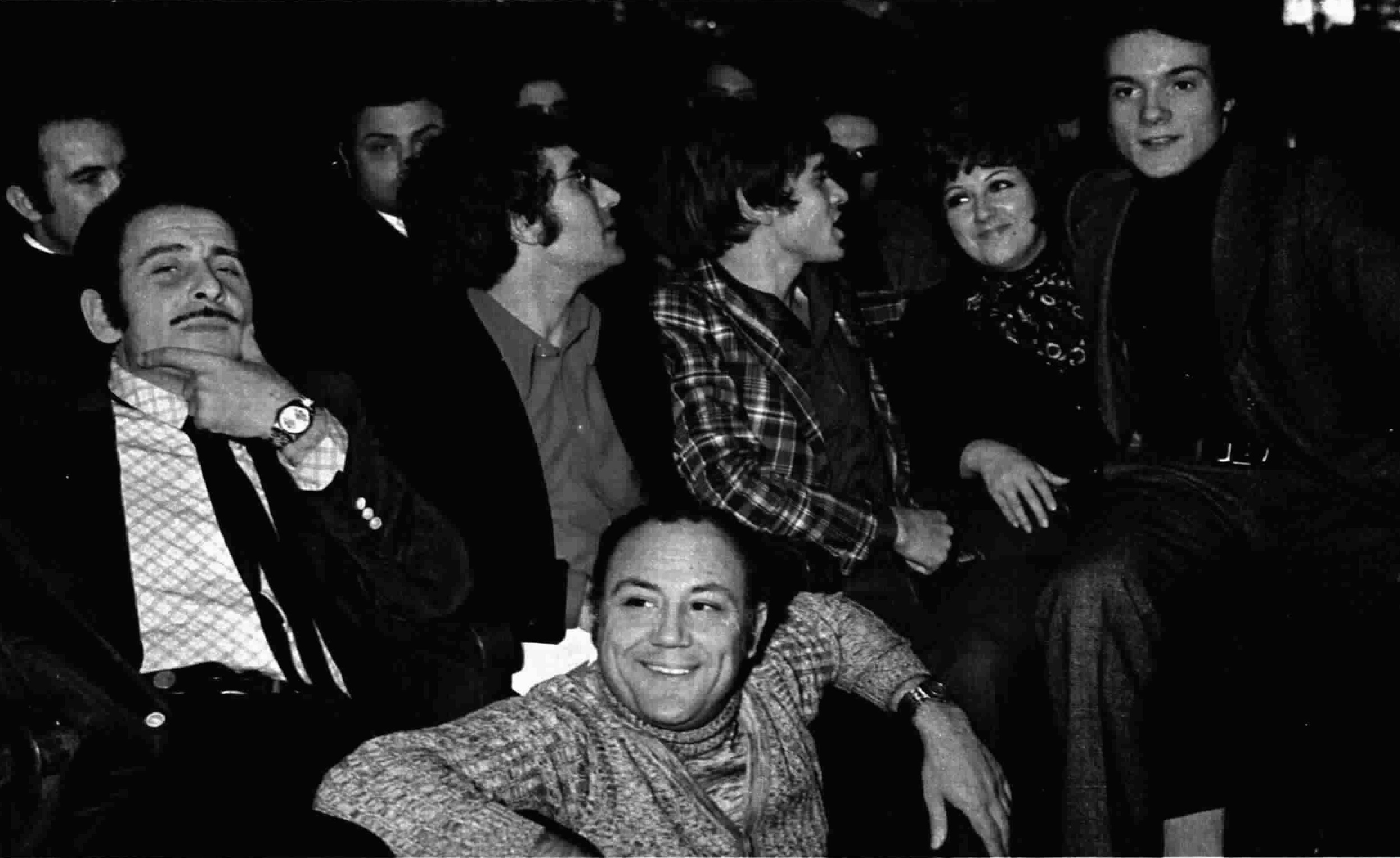
Finaliści konkursu Canzonissima 1970; od lewej: Domenico Modugno, Al Bano, Gianni Morandi, Orietta Berti, Massimo Ranieri oraz Claudio Villa (na dole)

1970 rok rozpoczęła od kolejnego w jej karierze występu na Festiwalu w San Remo (piosenka „Tipitipitì”), a następnie na Un disco per l’estate („Fin che la barca va”) i w Canzonissimie („Ah, l’amore che cos’è”). W 1971 roku ponownie wystąpiła na Un disco per l’estate („Via dei ciclamini”), oraz w Canzonissimie („Alla fine della strada”). W roku następnym zaśpiewana przez nią piosenka „Stasera ti dico di no” zajęła 2. miejsce na Un disco per l’estate. W tym samym roku wydała album Più italiane di me, który okazał się najlepiej sprzedającym się albumem w jej karierze. Znalazł się na nim zbiór XVIII-wiecznych włoskich pieśni  ludowych; wydany w 1973 roku kolejny album, Cantatele come me, utrzymany był w tym samym duchu. W 1974 roku Orietta Berti zajęła 3. miejsce na Festiwalu w San Remo z piosenką „Occhi rossi”; było to najwyższe miejsce w historii jej występów na tym festiwalu. W 1975 roku wydała album Eppure... ti amo, na którym zamieściła własne wersje światowych przebojów. Wydany w kolejnym roku album Zingari zawierał tradycyjne melodie cygańskie z tekstami Luciana Beretty. Pod koniec dekady wystąpiła w kilku filmach: Nowe potwory (1977, w reżyserii Ettore Scoli) oraz w Quando c'era lui... caro lei! (1978, w reżyserii Giancarla Santiego.

### Lata 80.
W 1981 roku powróciła na Festiwal w San Remo z piosenką „La barca non va più”. W 1984 roku wystąpiła w programie telewizyjnym Premiatissima '84, emitowanym przez Canale 5, w którym zaprezentowała 6 piosenek z repertuaru innych artystów, w tym: „Se stasera sono qui” Luigiego Tenco i „Io che amo solo te” Sergia Endrigo. W tym samym roku wydała kolejny album, Le mie nuove canzoni, zawierający 8 premierowych utworów skomponowanych przez Umberta Balsamo. W 1986 roku wystąpiła na Festiwalu w San Remo z piosenką „Futuro”. W tym samym roku oraz w 1989 wydała swoje kolejne albumy (ponownie z kompozycjami Umberta Balsamo).

### Lata 90.
W 1992 roku wystąpiła na Festiwalu w San Remo z piosenką „Rumba di tango”, po czym rozpoczęła intensywną działalność w telewizji jako stały gość popularnych programów. W 1996 roku poprowadziła coroczną edycję konkursu Sanremo giovani w ramach Festiwalu w San Remo. W latach 1997–2001 była stałym gościem i korespondentem specjalnym programu sportowego Quelli che il calcio, prowadzonego przez Fabia Fazia. W 1999 roku znalazła się w obsadzie programu Sanremo notte.

### XXI wiek
Jesienią 2001 roku przeszła z RAI do Mediaset wchodząc w skład stałej obsady programu Buona domenica (i pozostając w niej aż do edycji 2005/2006). W 2003 roku opublikowała album Emozione d'autore z piosenkami takich piosenkarzy-kompozytorów jak: Sergio Endrigo, Umberto Bindi, Riccardo Cocciante, Franco Califano, Lucio Battisti. W 2006 roku wydała Exitos latinos, na którym zaprezentowała wielkie przeboje latynoamerykańskie. W 2008 roku wydała album Swing: un omaggio alla mia maniera. 11 października 2010 roku otrzymała nagrodę Premio Speciale Mia Martini za 45 lat kariery artystycznej.

## Życie prywatne
14 marca 1967 roku wyszła za mąż za Osvalda Paterliniego, z którym ma dwóch synów: Omara (ur. il 1975) i Otisa (ur. 1980).